# Remigia repandella
Remigia repandella är en fjärilsart som beskrevs av Embrik Strand 1917. Remigia repandella ingår i släktet Remigia och familjen nattflyn. Inga underarter finns listade.